# Junya Osaki
Junya Osaki (大﨑 淳矢, Osaki Junya) est un footballeur japonais né le 2 avril 1991 à Toyama. Il évolue au poste de milieu de terrain.

## Biographie
Avec le club du Sanfrecce Hiroshima, il joue deux matchs en Ligue des champions d'Asie. Lors de cette compétition, il marque un but contre l'équipe sud-coréenne des Pohang Steelers.

## Palmarès
- Champion du Japon en 2012 avec le Sanfrecce Hiroshima